# العلاقات الكازاخستانية الكوستاريكية
العلاقات الكازاخستانية الكوستاريكية هي العلاقات الثنائية التي تجمع بين كازاخستان وكوستاريكا.

## مقارنة بين البلدين
هذه مقارنة عامة ومرجعية للدولتين:
| وجه المقارنة                                              | كازاخستان                      | كوستاريكا                                 |
| --------------------------------------------------------- | ------------------------------ | ----------------------------------------- |
| المساحة (كم2)                                             | 2.72 مليون                     | 51.10 ألف                                 |
| عدد السكان (نسمة)                                         | 17.95 مليون                    | 4.91 مليون                                |
| الكثافة السكانية (ن./كم²)                                 | 6.6                            | 96.09                                     |
| العاصمة                                                   | نور سلطان                      | سان خوسيه                                 |
| اللغة الرسمية                                             | اللغة القازاقية، اللغة الروسية | اللغة الإسبانية                           |
| العملة                                                    | تينغ كازاخستاني                | كولون كوستاريكي                           |
| الناتج المحلي الإجمالي (بليون دولار)                      | 159.41 مليار                   | 57.06 مليار                               |
| الناتج المحلي الإجمالي (تعادل القوة الشرائية) بليون دولار | 439.39 مليار                   | 74.98 مليار                               |
| الناتج المحلي الإجمالي الاسمي للفرد دولار أمريكي          | 10.51 ألف                      | 11.26 ألف                                 |
| الناتج المحلي الإجمالي للفرد دولار أمريكي                 | 24.23 ألف                      | 14.92 ألف                                 |
| مؤشر التنمية البشرية                                      | 0.788                          | 0.766                                     |
| رمز المكالمات الدولي                                      | +7                             | +506                                      |
| رمز الإنترنت                                              | .kz، .қаз ‏                     | .cr، قائمة نطاقات المستوى الأعلى للإنترنت |
| المنطقة الزمنية                                           | ت ع م+05:00، ت ع م+06:00       | 00                                        |

## منظمات دولية مشتركة
يشترك البلدان في عضوية مجموعة من المنظمات الدولية، منها:
| علم المنظمة | اسم المنظمة                               | تاريخ انضمام كازاخستان | تاريخ انضمام كوستاريكا |
| ----------- | ----------------------------------------- | ---------------------- | ---------------------- |
|             | الاتحاد البريدي العالمي                   | ?                      | ?                      |
|             | يونسكو                                    | 22 مايو 1992           | 19 مايو 1950           |
|             | البنك الدولي للإنشاء والتعمير             | 23 يوليو 1992          | 8 يناير 1946           |
|             | وكالة ضمان الاستثمار متعدد الأطراف        | 12 أغسطس 1993          | 8 فبراير 1994          |
|             | الاتحاد الدولي للاتصالات                  | 23 فبراير 1993         | 13 سبتمبر 1932         |
|             | منظمة الشرطة الجنائية الدولية             | ?                      | ?                      |
|             | مؤسسة التمويل الدولية                     | 30 سبتمبر 1993         | 20 يوليو 1956          |
|             | الأمم المتحدة                             | 2 مارس 1992            | 2 نوفمبر 1945          |
|             | مؤسسة التنمية الدولية                     | 23 يوليو 1992          | 30 يونيو 1961          |
|             | الفريق المعني برصد الأرض                  | ?                      | ?                      |
|             | منظمة حظر الأسلحة الكيميائية              | ?                      | ?                      |
|             | المركز الدولي لتسوية المنازعات الاستشارية | 21 أكتوبر 2000         | 27 مايو 1993           |

## وصلات خارجية
- موقع وزارة الخارجية الكازاخستانية
- موقع وزارة الخارجية الكوستاريكية